# Liga Mayor de Fútbol Dominicano 2012-13
La temporada 2012-2013 de la Liga Mayor de Fútbol Dominicano fue la octava edición de esta competición dominicana de fútbol a nivel semiprofesional. En esta temporada participaron 8 equipos de todas las regiones del país. Los equipos de Jarabacoa FC y de Moca FC volvieron al torneo luego de ausentarse en la edición anterior. Por su parte el equipo de Bayaguana FC volvió a participar por primera vez desde la temporada 2002-2003. El Sporting de Santo Domingo debutó en el torneo, y el equipo del Barcelona Atlético se ausentó por primera vez en su historia del torneo.  La temporada contó con 56 partidos, donde los equipos jugaron entre ellos un ronda de partidos ida y vuelta por 14 jornadas. La serie regular comenzó el 4 de noviembre del 2012 y finalizó el 17 de marzo del 2013. Este torneo tuvo una larga pausa durante todo el mes de diciembre debido a que la Selección de fútbol de la República Dominicana tuvo que participar en la Copa del Caribe de 2012. El torneo fue dedicado Rolando Miranda, directivo de la Federación Dominicana de Fútbol.
El equipo de Moca FC se proclamó campeón a falta de una jornada para completar el torneo luego de derrotar 3-1 al vigente campeón Club Atlético Pantoja.  Los mocanos ganaron 11 de sus 14 partidos y terminaron con una diferencia de goles de +30, demostrando gran solidez y consistencia durante todo el torneo. Fue su segundo título de Liga Mayor, luego del obtenido en 2010. 

## Equipos participantes[1]
| Provincia         | N.º | Equipos                                    |
| ----------------- | --- | ------------------------------------------ |
| Distrito Nacional | 3   | Bauger FC, Sporting Santo Domingo y O&M FC |
| Espaillat         | 1   | Moca FC                                    |
| Monte Plata       | 1   | Bayaguana FC                               |
| La Vega           | 1   | Jarabacoa FC                               |
| San Cristóbal     | 1   | San Cristóbal FC                           |
| Santo Domingo     | 1   | Club Atlético Pantoja                      |

## Posiciones finales[3]
Campeón.
| Posición | Equipos                | PJ | PG | PE | PP | GF | GC | DG  | Puntos |
| -------- | ---------------------- | -- | -- | -- | -- | -- | -- | --- | ------ |
| 1        | Moca FC                | 14 | 11 | 2  | 1  | 35 | 5  | +30 | 35     |
| 2        | Jarabacoa FC           | 14 | 9  | 3  | 2  | 29 | 7  | +22 | 30     |
| 3        | Bauger FC              | 14 | 8  | 3  | 3  | 27 | 14 | +13 | 27     |
| 4        | Club Atlético Pantoja  | 14 | 6  | 4  | 4  | 27 | 15 | +12 | 22     |
| 5        | San Cristóbal FC       | 14 | 5  | 4  | 5  | 23 | 21 | +2  | 19     |
| 6        | Bayaguana FC           | 14 | 4  | 2  | 8  | 15 | 35 | -20 | 14     |
| 7        | Sporting-Santo Domingo | 14 | 2  | 1  | 11 | 17 | 38 | -21 | 7      |
| 8        | Universidad O&M FC     | 14 | 1  | 1  | 12 | 12 | 50 | -38 | 4      |

## Goleadores[4]
| Jugador             | Equipo                | Goles |
| ------------------- | --------------------- | ----- |
| Ambiorix Valenzuela | San Cristóbal F.C     | 12    |
| César García        | Jarabacoa FC          | 10    |
| Luis Espinal        | Club Atlético Pantoja | 8     |
| Inoel Navarro       | Bauger FC             | 7     |
| Kerbi Rodríguez     | Moca FC               | 7     |
| Alexandre Boucicaut | Moca FC               | 7     |